# A BoJack Horseman epizódjainak listája
Ez a lap a BoJack Horseman című amerikai animációs sorozat epizódjait tartalmazza.

## Évados áttekintés
| Évad | Évad        | Epizódok    | Epizódok         | Eredeti sugárzás     | Eredeti adó          | Magyar sugárzás      | Magyar sugárzás  | Magyar adó |
| Évad | Évad        | Epizódok    | Epizódok         | Eredeti sugárzás     | Eredeti adó          | Évadpremier          | Évadfinálé       | Magyar adó |
| ---- | ----------- | ----------- | ---------------- | -------------------- | -------------------- | -------------------- | ---------------- | ---------- |
|      | 1           | 12          | 12               | 2014. augusztus 22.  |                      | 2019. június 22.     | 2019. július 27. |            |
|      | Különkiadás | Különkiadás | Különkiadás      | 2014. december 19.   | 2019. augusztus 3.   | 2019. augusztus 3.   |                  |            |
|      | 2           | 12          | 12               | 2015. július 17.     | 2019. augusztus 3.   | 2019. szeptember 14. |                  |            |
|      | 3           | 12          | 12               | 2016. július 22.     | 2019. szeptember 14. | 2019. október 26.    |                  |            |
|      | 4           | 12          | 12               | 2017. szeptember 8.  | 2019. október 26.    | 2019. november 30.   |                  |            |
|      | 5           | 12          | 12               | 2018. szeptember 14. | 2020. május 23.      | 2020. június 27.     |                  |            |
|      | 6           | 16          | 8                | 2019. október 25.    | 2019. október 25.    | 2019. október 25.    |                  |            |
| 8    | 6           | 16          | 2020. január 31. | 2020. január 31.     | 2020. január 31.     |                      |                  |            |

## Epizódok

### Első évad (2014)
| Sor. | Év. | Cím                                                                                          | Rendező         | Író                  | Premier                                                                 |
| ---- | --- | -------------------------------------------------------------------------------------------- | --------------- | -------------------- | ----------------------------------------------------------------------- |
| 1.   | 1.  | A BoJack Horseman sztori: ProLógus (BoJack Horseman: The BoJack Horseman Story, Chapter One) | Joel Moser      | Raphael Bob-Waksberg | 2014. augusztus 22. 2016. január 6. (Netflix) 2019. június 22. (Humor+) |
| 2.   | 2.  | BoJack utálja a katonákat (BoJack Hates the Troops)                                          | J.C. Gonzalez   | Raphael Bob-Waksberg | 2014. augusztus 22. 2016. január 6. (Netflix) 2019. június 22. (Humor+) |
| 3.   | 3.  | Sünisüti (Prickly-Muffin)                                                                    | Martin Cendreda | Raphael Bob-Waksberg | 2014. augusztus 22. 2016. január 6. (Netflix) 2019. június 29. (Humor+) |
| 4.   | 4.  | Zoék és Zeldák (Zoës and Zeldas)                                                             | Amy Winfrey     | Peter A. Knight      | 2014. augusztus 22. 2016. január 6. (Netflix) 2019. június 29. (Humor+) |
| 5.   | 5.  | Élj gyorsan, Diane Nguyen (Live Fast, Diane Nguyen)                                          | Joel Moser      | Caroline Williams    | 2014. augusztus 22. 2016. január 6. (Netflix) 2019. július 6. (Humor+)  |
| 6.   | 6.  | D-Nap (Our A-Story is a 'D' Story)                                                           | J.C. Gonzalez   | Scott Marder         | 2014. augusztus 22. 2016. január 6. (Netflix) 2019. július 6. (Humor+)  |
| 7.   | 7.  | Mondj valamit! (Say Anything)                                                                | Martin Cendreda | Joe Lawson           | 2014. augusztus 22. 2016. január 6. (Netflix) 2019. július 13. (Humor+) |
| 8.   | 8.  | Teleszkópon át (The Telescope)                                                               | Amy Winfrey     | Mehar Sethi          | 2014. augusztus 22. 2016. január 6. (Netflix) 2019. július 13. (Humor+) |
| 9.   | 9.  | Lóerő (Horse Majeure)                                                                        | Joel Moser      | Peter A. Knight      | 2014. augusztus 22. 2016. január 6. (Netflix) 2019. július 20. (Humor+) |
| 10.  | 10. | Egy trükkös póni (One Trick Pony)                                                            | J.C. Gonzalez   | Laura Gutin Peterson | 2014. augusztus 22. 2016. január 6. (Netflix) 2019. július 20. (Humor+) |
| 11.  | 11. | Depiend (Downer Ending)                                                                      | Amy Winfrey     | Kate Purdy           | 2014. augusztus 22. 2016. január 6. (Netflix) 2019. július 27. (Humor+) |
| 12.  | 12. | Később (Later)                                                                               | Martin Cendreda | Raphael Bob-Waksberg | 2014. augusztus 22. 2016. január 6. (Netflix) 2019. július 27. (Humor+) |

### Speciális (2014)
| Sor. | Év. | Cím                                                 | Rendező       | Író                  | Premier                                                                  |
| ---- | --- | --------------------------------------------------- | ------------- | -------------------- | ------------------------------------------------------------------------ |
| 13.  | 1.  | Sabrina ünnepi kívánsága (Sabrina's Christmas Wish) | J.C. Gonzalez | Raphael Bob-Waksberg | 2014. december 19. 2016. január 6. (Netflix) 2019. augusztus 3. (Humor+) |

### Második évad (2015)
| Sor. | Év. | Cím                                               | Rendező       | Író                             | Premier                                                                  |
| ---- | --- | ------------------------------------------------- | ------------- | ------------------------------- | ------------------------------------------------------------------------ |
| 14.  | 1.  | A vadiúj hozzáállás (Brand New Couch)             | Amy Winfrey   | Raphael Bob-Waksberg            | 2015. július 17. 2016. január 6. (Netflix) 2019. augusztus 3. (Humor+)   |
| 15.  | 2.  | Tegnapfölde (Yesterdayland)                       | J.C. Gonzalez | Peter A. Knight                 | 2015. július 17. 2016. január 6. (Netflix) 2019. augusztus 10. (Humor+)  |
| 16.  | 3.  | Ami elromolhat, az BoJack Horseman (Still Broken) | Amy Winfrey   | Mehar Sethi                     | 2015. július 17. 2016. január 6. (Netflix) 2019. augusztus 10. (Humor+)  |
| 17.  | 4.  | Afterparty (After the Party)                      | J.C. Gonzalez | Joe Lawson                      | 2015. július 17. 2016. január 6. (Netflix) 2019. augusztus 17. (Humor+)  |
| 18.  | 5.  | Csirkék (Chickens)                                | Mike Roberts  | Joanna Calo                     | 2015. július 17. 2016. január 6. (Netflix) 2019. augusztus 17. (Humor+)  |
| 19.  | 6.  | Felkötött szerelem (Higher Love)                  | J.C. Gonzalez | Vera Santamaria                 | 2015. július 17. 2016. január 6. (Netflix) 2019. augusztus 24. (Humor+)  |
| 20.  | 7.  | Hank hajnala (Hank After Dark)                    | Amy Winfrey   | Kelly Galuska                   | 2015. július 17. 2016. január 6. (Netflix) 2019. augusztus 24. (Humor+)  |
| 21.  | 8.  | Derítsük ki! (Let's Find Out)                     | Matt Mariska  | Alison Flierl és Scott Chernoff | 2015. július 17. 2016. január 6. (Netflix) 2019. augusztus 31. (Humor+)  |
| 22.  | 9.  | A snitt (The Shot)                                | Matt Mariska  | Elijah Aron és Jordan Young     | 2015. július 17. 2016. január 6. (Netflix) 2019. augusztus 31. (Humor+)  |
| 23.  | 10. | Igen és... (Yes And)                              | J.C. Gonzalez | Mehar Sethi                     | 2015. július 17. 2016. január 6. (Netflix) 2019. szeptember 7. (Humor+)  |
| 24.  | 11. | Menekülés LA-ből (Escape From L.A.)               | Amy Winfrey   | Joe Lawson                      | 2015. július 17. 2016. január 6. (Netflix) 2019. szeptember 7. (Humor+)  |
| 25.  | 12. | Ez a hajó elment (Out to Sea)                     | Mike Roberts  | Elijah Aron és Jordan Young     | 2015. július 17. 2016. január 6. (Netflix) 2019. szeptember 14. (Humor+) |

### Harmadik évad (2016)
| Sor. | Év. | Cím                                                         | Rendező            | Író                             | Premier                                                                   |
| ---- | --- | ----------------------------------------------------------- | ------------------ | ------------------------------- | ------------------------------------------------------------------------- |
| 26.  | 1.  | Híre megy (Start Spreading The News)                        | J.C. Gonzalez      | Joe Lawson                      | 2016. július 22. 2016. július 22. (Netflix) 2019. szeptember 14. (Humor+) |
| 27.  | 2.  | A BoJack Horseman-show (The BoJack Horseman Show)           | Adam Parton        | Vera Santamaria                 | 2016. július 22. 2016. július 22. (Netflix) 2019. szeptember 21. (Humor+) |
| 28.  | 3.  | BoJack gyilkos (BoJack Kills)                               | Amy Winfrey        | Kelly Galuska                   | 2016. július 22. 2016. július 22. (Netflix) 2019. szeptember 22. (Humor+) |
| 29.  | 4.  | Mit hall a vízben (Fish Out of Water)                       | Mike Hollingsworth | Elijah Aron és Jordan Young     | 2016. július 22. 2016. július 22. (Netflix) 2019. szeptember 28. (Humor+) |
| 30.  | 5.  | Szerelem és/vagy házasság (Love And/Or Marriage)            | J.C. Gonzalez      | Peter A. Knight                 | 2016. július 22. 2016. július 22. (Netflix) 2019. szeptember 28. (Humor+) |
| 31.  | 6.  | Brrap Brrap Pew Pew (Brrap Brrap Pew Pew)                   | Amy Winfrey        | Joanna Calo                     | 2016. július 22. 2016. július 22. (Netflix) 2019. október 4. (Humor+)     |
| 32.  | 7.  | Állítsuk meg a sajtót! (Stop the Presses)                   | Adam Parton        | Joe Lawson                      | 2016. július 22. 2016. július 22. (Netflix) 2019. október 4. (Humor+)     |
| 33.  | 8.  | Egy régi ismerős (Old Acquaintance)                         | J.C. Gonzalez      | Alison Flierl és Scott Chernoff | 2016. július 22. 2016. július 22. (Netflix) 2019. október 12. (Humor+)    |
| 34.  | 9.  | A legjobb, ami történhetett (Best Thing That Ever Happened) | Amy Winfrey        | Kate Purdy                      | 2016. július 22. 2016. július 22. (Netflix) 2019. október 12. (Humor+)    |
| 35.  | 10. | Te vagy! (It's You)                                         | Adam Parton        | Vera Santamaria                 | 2016. július 22. 2016. július 22. (Netflix) 2019. október 19. (Humor+)    |
| 36.  | 11. | Ez túl sok, öreg! (That's Too Much, Man!)                   | J.C. Gonzalez      | Elijah Aron és Jordan Young     | 2016. július 22. 2016. július 22. (Netflix) 2019. október 19. (Humor+)    |
| 37.  | 12. | Ez jól ment (That Went Well)                                | Amy Winfrey        | Raphael Bob-Waksberg            | 2016. július 22. 2016. július 22. (Netflix) 2019. október 26. (Humor+)    |

### Negyedik évad (2017)
| Sor. | Év. | Cím                                                       | Rendező             | Író                         | Premier                                                                       |
| ---- | --- | --------------------------------------------------------- | ------------------- | --------------------------- | ----------------------------------------------------------------------------- |
| 38.  | 1.  | Mr. Peanutbutter kampánya (See Mr. Peanutbutter Run)      | Amy Winfrey         | Peter A. Knight             | 2017. szeptember 8. 2017. szeptember 8. (Netflix) 2019. október 26. (Humor+)  |
| 39.  | 2.  | Családi fészek (The Old Sugarman Place)                   | Anne Walker Farrell | Kate Purdy                  | 2017. szeptember 8. 2017. szeptember 8. (Netflix) 2019. november 2. (Humor+)  |
| 40.  | 3.  | Hurrá! Egy epiTodd! (Hooray! Todd Episode!)               | Aaron Long          | Elijah Aron és Jordan Young | 2017. szeptember 8. 2017. szeptember 8. (Netflix) 2019. november 2. (Humor+)  |
| 41.  | 4.  | A pala paláver (Commence Fracking)                        | Matt Garofalo       | Joanna Calo                 | 2017. szeptember 8. 2017. szeptember 8. (Netflix) 2019. november 9. (Humor+)  |
| 42.  | 5.  | Ima, gondolat (Thoughts and Prayers)                      | Amy Winfrey         | Nick Adams                  | 2017. szeptember 8. 2017. szeptember 8. (Netflix) 2019. november 9. (Humor+)  |
| 43.  | 6.  | Idióta, selejt, hulladék és társai (Stupid Piece of Sh*t) | Anne Walker Farrell | Alison Tafel                | 2017. szeptember 8. 2017. szeptember 8. (Netflix) 2019. november 16. (Humor+) |
| 44.  | 7.  | A celebek ura (Underground)                               | Aaron Long          | Kelly Galuska               | 2017. szeptember 8. 2017. szeptember 8. (Netflix) 2019. november 16. (Humor+) |
| 45.  | 8.  | A bíra (The Judge)                                        | Otto Murga          | Elijah Aron és Jordan Young | 2017. szeptember 8. 2017. szeptember 8. (Netflix) 2019. november 23. (Humor+) |
| 46.  | 9.  | Ruthie (Ruthie)                                           | Amy Winfrey         | Joanna Calo                 | 2017. szeptember 8. 2017. szeptember 8. (Netflix) 2019. november 23. (Humor+) |
| 47.  | 10. | Kaliforniai stílus (lovin that cali lifestyle!!)          | Anne Walker Farrell | Peter A. Knight             | 2017. szeptember 8. 2017. szeptember 8. (Netflix) 2019. november 30. (Humor+) |
| 48.  | 11. | Menetelő idő (Time's Arrow)                               | Aaron Long          | Kate Purdy                  | 2017. szeptember 8. 2017. szeptember 8. (Netflix) 2019. november 30. (Humor+) |
| 49.  | 12. | Még egy epizód az időről (What Time Is It Right Now)      | Tim Rauch           | Raphael Bob-Waksberg        | 2017. szeptember 8. 2017. szeptember 8. (Netflix) 2019. november 30. (Humor+) |

### Ötödik évad (2018)
| Sor. | Év. | Cím                                                  | Rendező             | Író                  | Premier                                                                           |
| ---- | --- | ---------------------------------------------------- | ------------------- | -------------------- | --------------------------------------------------------------------------------- |
| 50.  | 1.  | A villanykörte-jelenet (The Light Bulb Scene)        | Adam Parton         | Kate Purdy           | 2018. szeptember 14. 2018. szeptember 14. (Netflix) 2020. május 23. (TV2 Comedy)  |
| 51.  | 2.  | Tíz érv (The Dog Days Are Over)                      | Amy Winfrey         | Joanna Calo          | 2018. szeptember 14. 2018. szeptember 14. (Netflix) 2020. május 23. (TV2 Comedy)  |
| 52.  | 3.  | Tervezett elavulás (Planned Obsolescence)            | Aaron Long          | Elijah Aron          | 2018. szeptember 14. 2018. szeptember 14. (Netflix) 2020. május 30. (TV2 Comedy)  |
| 53.  | 4.  | BoJack Horsewoman (BoJack the Feminist)              | Anne Walker Farrell | Nick Adams           | 2018. szeptember 14. 2018. szeptember 14. (Netflix) 2020. május 30. (TV2 Comedy)  |
| 54.  | 5.  | Amelia Earhart története (The Amelia Earhart Story)  | Adam Parton         | Joe Lawson           | 2018. szeptember 14. 2018. szeptember 14. (Netflix) 2020. június 6. (TV2 Comedy)  |
| 55.  | 6.  | A grátisz churro (Free Churro)                       | Amy Winfrey         | Raphael Bob-Waksberg | 2018. szeptember 14. 2018. szeptember 14. (Netflix) 2020. június 6. (TV2 Comedy)  |
| 56.  | 7.  | Bobo, a félős zebra: Belső, alattjáró (INT. SUB)     | Aaron Long          | Alison Tafel         | 2018. szeptember 14. 2018. szeptember 14. (Netflix) 2020. június 13. (TV2 Comedy) |
| 57.  | 8.  | Mr. Peanutbutter szerelmei (Mr. Peanutbutter's Boos) | Anne Walker Farrell | Kelly Galuska        | 2018. szeptember 14. 2018. szeptember 14. (Netflix) 2020. június 13. (TV2 Comedy) |
| 58.  | 9.  | Ami volt, elmúlt (Ancient History)                   | Peter Merryman      | Rachel Kaplan        | 2018. szeptember 14. 2018. szeptember 14. (Netflix) 2020. június 20. (TV2 Comedy) |
| 59.  | 10. | Premierplán (Head in the Clouds)                     | Amy Winfrey         | Peter A. Knight      | 2018. szeptember 14. 2018. szeptember 14. (Netflix) 2020. június 20. (TV2 Comedy) |
| 60.  | 11. | Philbert: Nagyjelenet (The Showstopper)              | Aaron Long          | Elijah Aron          | 2018. szeptember 14. 2018. szeptember 14. (Netflix) 2020. június 27. (TV2 Comedy) |
| 61.  | 12. | Legördül a függöny (The Stopped Show)                | Anne Walker Farrell | Joanna Calo          | 2018. szeptember 14. 2018. szeptember 14. (Netflix) 2020. június 27. (TV2 Comedy) |

### Hatodik évad (2019-2020)
| Sor.    | Év.     | Cím                                                                                         | Rendező        | Író                  | Premier                                       |
| 1. rész | 1. rész | 1. rész                                                                                     | 1. rész        | 1. rész              | 1. rész                                       |
| ------- | ------- | ------------------------------------------------------------------------------------------- | -------------- | -------------------- | --------------------------------------------- |
| 62.     | 1.      | Egy ló besétál a rehabra (A Horse Walks into a Rehab)                                       | Peter Merryman | Elijah Aron          | 2019. október 25. 2019. október 25. (Netflix) |
| 63.     | 2.      | Az új kliens (The New Client)                                                               | Amy Winfrey    | Nick Adams           | 2019. október 25. 2019. október 25. (Netflix) |
| 64.     | 3.      | Szívmelengető történet (Feel-Good Story)                                                    | Mollie Helms   | Alison Tafel         | 2019. október 25. 2019. október 25. (Netflix) |
| 65.     | 4.      | Meglepetés! (Surprise!)                                                                     | Adam Parton    | Peter A. Knight      | 2019. október 25. 2019. október 25. (Netflix) |
| 66.     | 5.      | Kicsit egyenetlen, ez minden (A Little Uneven, Is All)                                      | Peter Merryman | Rachel Kaplan        | 2019. október 25. 2019. október 25. (Netflix) |
| 67.     | 6.      | A vese a képben marad (The Kidney Stays in the Picture)                                     | Mollie Helms   | Minhal Baig          | 2019. október 25. 2019. október 25. (Netflix) |
| 68.     | 7.      | A depresszió arca (The Face of Depression)                                                  | Aaron Long     | Shauna McGarry       | 2019. október 25. 2019. október 25. (Netflix) |
| 69.     | 8.      | Csak egy gyorsat, amíg nincs itt (A Quick One, While He's Away)                             | Amy Winfrey    | Raphael Bob-Waksberg | 2019. október 25. 2019. október 25. (Netflix) |
| 2. rész |         |                                                                                             |                |                      |                                               |
| 70.     | 1.      | Gyakorlati óra haladóknak BoJack Horseman-nel (Intermediate Scene Study w/ BoJack Horseman) | Adam Parton    | Joe Lawson           | 2020. január 31. 2020. január 31. (Netflix)   |
| 71.     | 2.      | Jófajta kár (Good Damage)                                                                   | James Bowman   | Joanna Calo          | 2020. január 31. 2020. január 31. (Netflix)   |
| 72.     | 3.      | Elveszett kiadások meg ilyenek (Sunk Cost and All That)                                     | Amy Winfrey    | Jonny Sun            | 2020. január 31. 2020. január 31. (Netflix)   |
| 73.     | 4.      | A másolat másolata (Xerox of a Xerox)                                                       | Aaron Long     | Nick Adams           | 2020. január 31. 2020. január 31. (Netflix)   |
| 74.     | 5.      | A kanos unikornis (The Horny Unicorn)                                                       | Adam Parton    | Amy Schwartz         | 2020. január 31. 2020. január 31. (Netflix)   |
| 75.     | 6.      | Angela (Angela)                                                                             | James Bowman   | Shauna McGarry       | 2020. január 31. 2020. január 31. (Netflix)   |
| 76.     | 7.      | Kilátás félúton (The View from Halfway Down)                                                | Amy Winfrey    | Alison Tafel         | 2020. január 31. 2020. január 31. (Netflix)   |
| 77.     | 8.      | Szép volt, jó volt, ennyi volt (Nice While It Lasted)                                       | Aaron Long     | Raphael Bob-Waksberg | 2020. január 31. 2020. január 31. (Netflix)   |